# Rubus karakalensis
Rubus karakalensis är en rosväxtart som beskrevs av Josef Franz Freyn. Rubus karakalensis ingår i släktet rubusar, och familjen rosväxter. Inga underarter finns listade i Catalogue of Life.